# Климонтув (платформа)
Климонтув (пол. Klimontów) — остановочный пункт железной дороги (платформа) в деревне Климонтув в гмине Сендзишув, в Свентокшиском воеводстве Польши. Имеет 2 платформы и 2 пути.
Остановочный пункт на железнодорожной линии Варшава-Западная — Краков-Главный, построен в 1949 году.